# Paratorchus bucinifer
Paratorchus bucinifer – gatunek chrząszczy z rodziny kusakowatych i podrodziny Osoriinae.
Gatunek ten opisany został w 1982 roku przez H. Pauline McColl jako Paratrochus bucinifer. W 1984 roku ta sama autorka zmieniła nazwę rodzaju na Paratorchus, w związku z wcześniejszym użyciem poprzedniej nazwy dla rodzaju mięczaków.
Chrząszcz o walcowatym ciele długości od 2,5 do 3,7 mm, barwy od żółtawobrązowej do rudobrązowej z jaśniejszymi odnóżami i czułkami. Wierzch ciała ma delikatnie punktowany oraz rzadko owłosiony. Długość szczecinek okrywowych jest mniejsza niż odległości między nimi. Owalne oczy buduje pojedyncze, płaskie omatidium. Przedplecze ma od 0,45 do 0,5 mm długości i w przedniej połowie jest szersze niż w tylnej. Odwłok ma wyraźnie widoczne linie łączeń między tergitem a sternitem tylko w przypadku trzeciego segmentu, a dziewiąty tergit niezbyt silnie wydłużony ku tyłowi w dwa spiczaste wyrostki tylne o szerokim rozstawie. U samca ósmy sternit odwłoka pozbawiony jest wgłębień. Narząd kopulacyjny samca ma prosty wyrostek boczny o długości mniejszej od trąbkowatej części rurkowatej, wokół której nie jest zakrzywiony. Samicę cechuje podługowato-owalna spermateka o wymiarach 0,188 × 0,075 mm.
Owad endemiczny dla Nowej Zelandii, znany z południowego krańca Wyspy Północnej. Spotykany jest wśród mchów i traw, na wysokości od 200 do 1006 m n.p.m..